# Pegaso
Pegaso fou la marca amb què comercialitzà els seus vehicles l'empresa estatal amb seu a Catalunya ENASA (Empresa Nacional de Autocamiones, S. A.). Fundada a Barcelona el 1946, l'empresa mantingué la seu central a les antigues instal·lacions de la Hispano-Suiza a La Sagrera (vegeu Parc de la Pegaso), fins que el 1980 es traslladà a la Zona Franca. Al llarg de la seva existència ENASA fabricà tota mena de vehicles, per bé que és recordada principalment pels seus camions i autobusos. El 1990 fou venuda al grup italià Iveco i el 1994 cessà la seva activitat.

## Història

### Antecedents
El febrer de 1940, en plena dictadura militar, es publicà al BOE del Plan Nacional de Motorizacion de España, en què s'especificava i programava la fabricació de vehicles pesats, furgons i automòbils, encaminat a corregir les grans mancances que patia l'estat després de la guerra civil espanyola.
El 25 de setembre de 1941 es creà l′Instituto Nacional de Industria (INI), presidit pel militar Juan Antonio Suanzes, amb la intenció d'encarar entre d'altres les problemàtiques del transport i la defensa.
El gener de 1946, l'enginyer català Vilfred Ricart fundà, per encàrrec de Suanzes, el Centro de Estudios Técnicos de Automoción (CETA), amb Ricart de Director General i seu central a Madrid. Ricart hi incorporà un equip d'enginyers i tècnics que havien col·laborat amb ell a Alfa Romeo (on havia desenvolupat durant anys els cotxes de competició de la marca i havia coincidit amb Enzo Ferrari). Tot seguit, el CETA va rebre l'encàrrec de desenvolupar un camió de motor dièsel de 7/8 tones.

### Naixement de l'empresa
Poc després l'INI va crear el Consejo Técnico del Automóvil i el 1946 constitueix l’Empresa Nacional de Autocamiones S.A. (ENASA), de la qual és nomenat Conseller-Delegat Vilfred Ricart. L'empresa compta amb un capital social de 240 milions de pts. (1,4 milions d'euros al canvi). Al mateix temps, l'INI força la venda de la Hispano-Suiza a ENASA, la qual s'instal·la a l'antiga fàbrica d'aquella empresa (a l'actual parc de la Pegaso de la Sagrera). ENASA es va fer càrrec del personal i les instal·lacions, tot aprofitant de passada el renom que tenia l'antiga empresa. A banda, el fet d'ubicar la producció a Barcelona fou considerat imprescindible per al desenvolupament del Plan de Industrializacion a causa del potencial humà, l'experiència i els coneixements en la indústria automobilística, únics a l'estat.

### El nom de la marca i el logotip

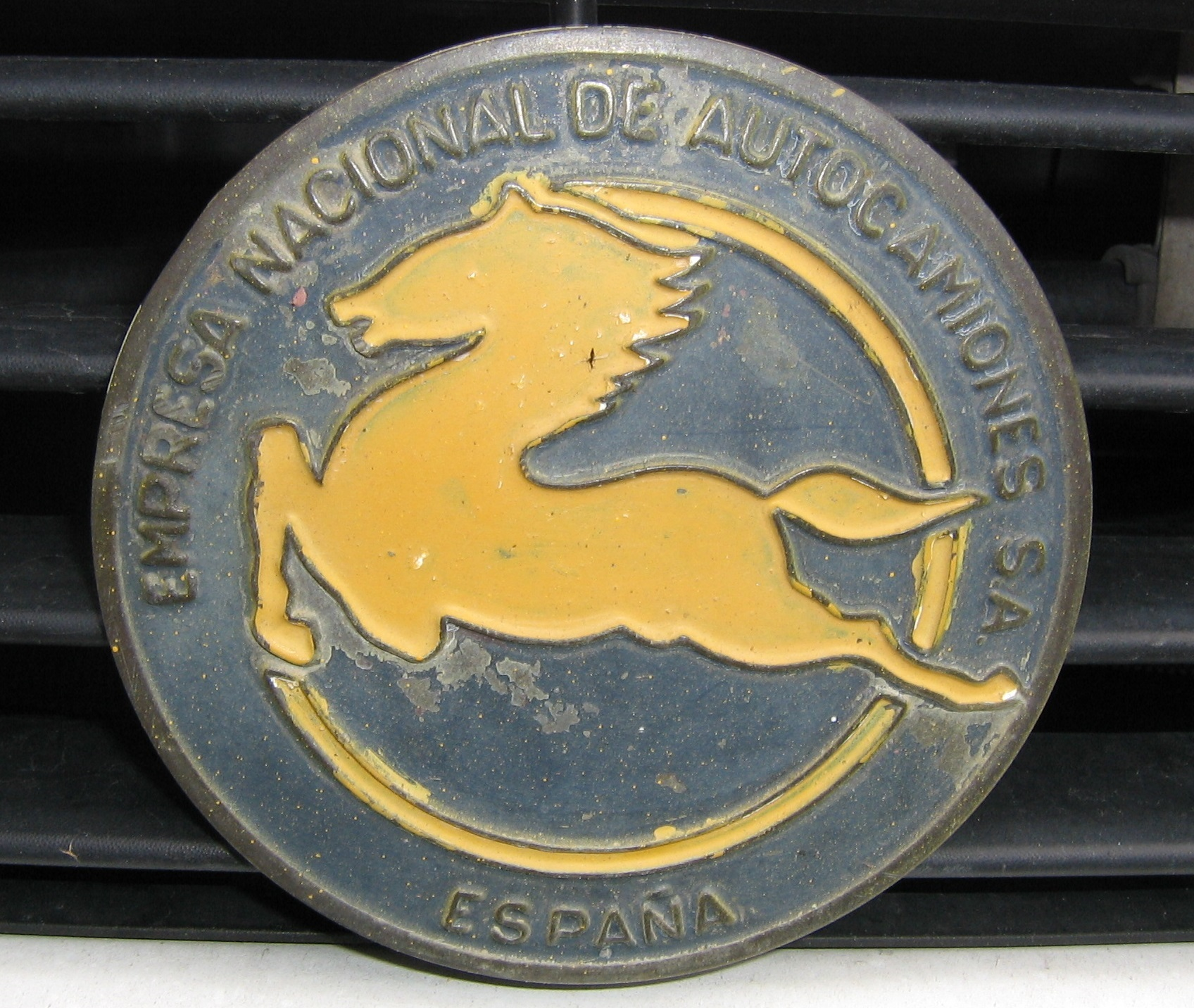
Logotip d'ENASA provinent d'un camió Pegaso Comet

La marca triada per als vehicles d'ENASA, "Pegaso", fou una idea de Vilfred Ricart. L'enginyer s'inspirà en el nom dels motors d'aviació britànics Bristol Pegasus, els quals coneixia perfectament de la seva estada a Alfa Romeo on, entre altres responsabilitats dins el departament d'aviació, s'havia encarregat del seu manteniment.
Pel que fa al logotip tant dels Pegaso com d'ENASA, el disseny de l'original fou també obra de Ricart. S'hi pot veure la figura d'un cavall (més que no pas un pegàs) saltant dins un cercle fosc, símbol de la dimensió global del projecte, davant d'una gran "V" metàl·lica, clara referència als motors V8 que equipaven els seus vehicles. Ricart no li va poder dibuixar les ales al seu "pegàs", ja que la figura del cavall alat dins el món de l'automoció era una marca registrada, concretament per la petroliera dels EUA Mobil Oil.

D'altra banda, el fet que Ricart triés precisament un pegàs s'ha interpretat també com un atac al Cavallino Rampante obra d'Enzo Ferrari, amb qui el català no va tenir gens bona relació durant la seva etapa a Alfa Romeo. En paraules del propi Ricart:
| « | Qui pot voler un cavallino rampante podent-ne tenir un que vola? | » |

### Cronologia
- 1946: Apareix el camió Pegaso I, primer model de la marca. Basat en l'Hispano-Suiza 66G, fou conegut com a Mofletes ("galtes") per la forma de la seva cabina.
- 1947: Llançament del Pegaso II (Z-203), una evolució del Pegaso I.
- 1949: Pegaso Z 701, primer cap tractor de la marca.
- 1950: Saló de París. Presentació d'auto-bastidors.
- 1951: Versión diésel del Pegaso II. Al Saló de París s'hi va presentar el cotxe de gran turisme Pegaso Z-102,[4] amb diverses carrosseries ENASA, destinat a donar prestigi a la marca.

- 1953: Posada en funcionament de les instal·lacions de la nova planta de Madrid al Districte de Barajas. Es comercialitza el model Z-207, model “Barajas”. Prototip de camió militar M-3.
- 1960: Reorganització d'estructura tècnica, creant-se el Departamento Técnico Central, situat a la Sagrera i assumint totes les funcions de CETA.
- 1962: Conveni amb Leyland arran del qual va néixer el model Pegaso Comet, que tornava a tenir quatre vàlvules per cilindre.
- 1963: Es desenvolupa el model 1065, dit “Europa”, ja que complia les noves directrius de la Conferencia Europea de Ministros de Transporte de 1960. Presentació dels vehicles 4x4.
- 1964: S'inicia la comercialització de vehicles de tres i quatre eixos. Es comercialitza el Comet.
- 1966: Compra de la Sociedad Anónima de Vehiculos Industriales (SAVA), amb seu a Valladolid, entrant en el sector de les furgonetes i motors d'1,5, 1,8, i 3,4 litres.
- 1967: S'inicia el projecte i desenvolupament d'un nou motor dièsel de 12 litres amb versions aspirades i sobrealimentades, amb una àmplia gamma de potències.
- 1968: Importants millores al Departament d'Experiències, Sagrera.
- 1969: Es crea la Delegación de Proyectos a la fàbrica de Madrid, que va començar els estudis per la fabricació de vehicles d'aplicació militar, tot terrenys 4x4 i 6x6.
- 1971: Es comença el trasllat de la fàbrica de La Sagrera a la Zona Franca (actual COMESA).
- 1973: Es munta el motor de 12 litres turbo en sèries pilot i es treballa en un nou reductor al pont posterior de tipus epicicloïdal a les rodes.
- 1974: S'inicia junt amb Jaro, B.V. (amb seu als Països Baixos) l'estudi de la cabina basculant.
- 1976: Es construeixen les noves instal·lacions d'Experiències de Barcelona ZF (Zona Franca). S'implanta de sèrie la cabina basculant. Es munta en sèrie el nou motor de 12 litres, i es converteixen en amfibis els blindats.
- 1977: Es construeixen vehicles militars blindats.
- 1980: S'acaba el trasllat de la Sagrera a la Zona Franca. Compra de l'empresa anglesa Seddon Atkinson.
- 1981: Prova comparativa entre dos motors Pegaso (9156.13 i 9180.00) i cinc motors europeus de 2.000 hores de durada. Contracte de col·laboració amb la fàbrica de canvis ZF alemanya.
- 1983: Presentació de la gamma T1. Acord amb MAN per a fabricar l'autobús 6420.
- 1984: S'introdueixen els sistemes CAD-CAE, per a disseny i enginyeria.
- 1985: Pre-acord de venda amb l'empresa americana International Harvester. Llançament de la gamma T-2 “Tecno”.
- 1987: Llançament de la gamma Troner. Acord amb MAN per a comercialitzar la gamma Ekus.
- 1988: Intent de venda al hòlding alemany Mercedes per 28 mil milions de pessetes.
- 1990: Venda al grup italià Iveco per mil milions de pessetes.
- 1995: Final de la fabricació de Pegaso.

## Models destacats
- Pegaso I "Mofletes", derivat de l'Hispano-Suiza 66G.

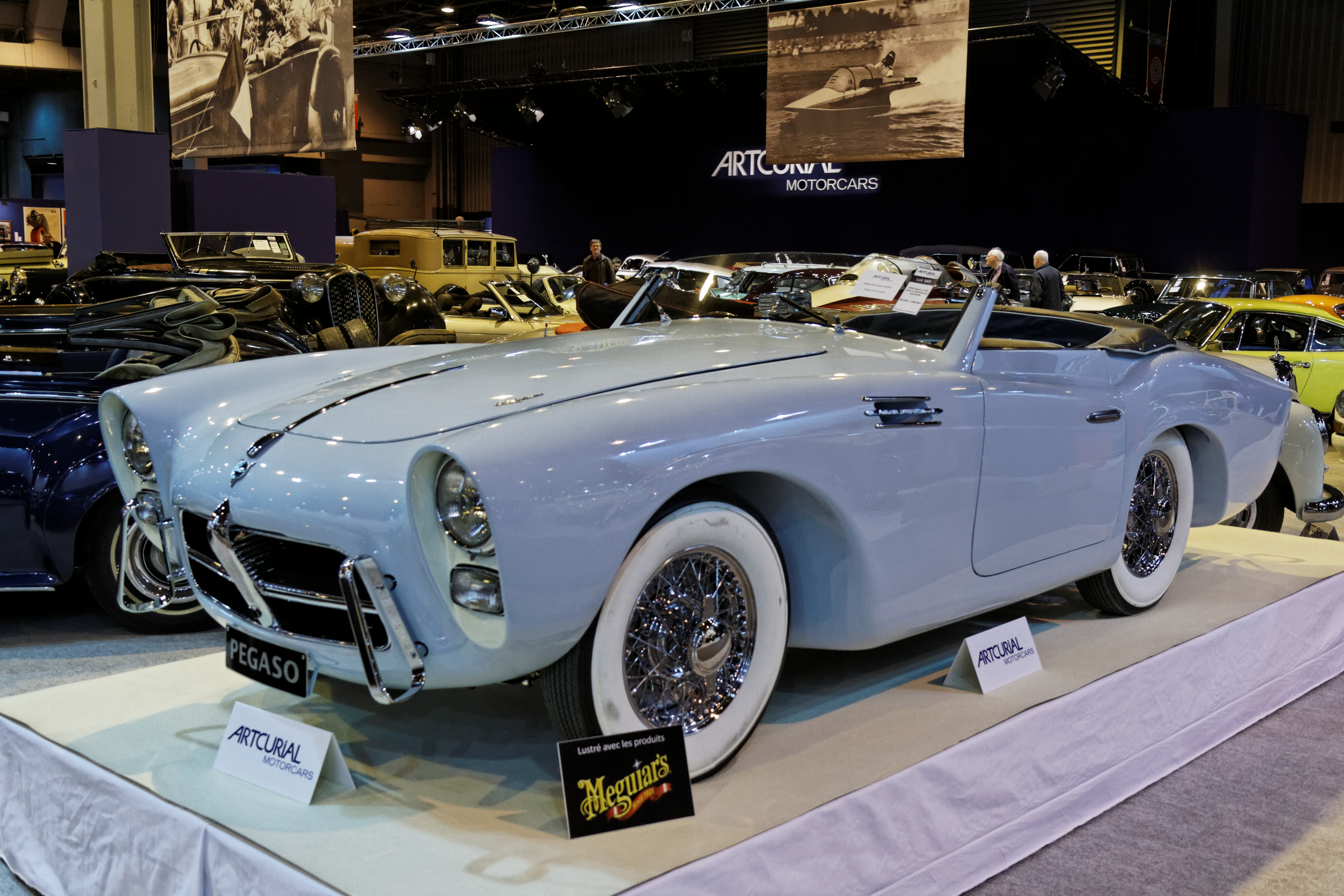
El Z-102 Cabriolet de 1954

- Z-102 i Z-103, cotxe súper-esportiu amb motor V de vuit cilindres, dues vàlvules per cilindre, doble arbre de lleves en cap, aliatge d'alumini, i altres novetats tècniques molt importants en el seu temps.
- Autocar binivell monocasc, amb motor potenciat a 140 CV, que es feia servir per enllaç en els aeroports.
- Z-207 “Barajas”, destaca per les seves solucions revolucionàries com el motor de sis cilindres en V de 120º (Joint Venture Cummins), suspensió anterior independent amb molles helicoidals i canvi de sis velocitats, amb la segona i la tercera sincronitzades, en el mateix càrter que l'embragatge, i la seva característica cabina de xapa ondulada.
- Z-408, autocar derivat del Barajas però amb motor de 165 CV, 10 metres de longitud total, representant un gran avenç en el transport de passatgers.
- 1060 i derivats.
- Pegaso monotral Viberti.
- Autobusos 5020 i 5041.
- Pegaso-Comet, model 1090, a conseqüència del conveni amb Leyland, també amb una cabina “Panoràmica” característica.
- 1065 “Europa”, model de llarga durada, i gran diversificació. Caixa de canvis 4x2, i reductor en el diferencial.
- 6035 Autobús urbà, amb suspensió mixta ballestes-aire, canvi amb embragatge automàtic, i pis de "Sandwich" amb goma. Motor horitzontal i tots els grups sota el pis.
- 1100, amb motor de quatre cilindres, derivat del Comet.
- T-1, amb nova cabina basculant.
- 6420, autobús urbà, fruit de l'acord amb l'empresa alemanya MAN, a destacar la suspensió anterior independent i tota ella pneumàtica, i el pis baix per a facilitar-hi l'accés.
- T-2 “Tecno”, amb noves caixes ZF S6-36 i S6-90 de fins a 4x4 relacions.
- T-3 “Troner”, cabina amb col·laboració de DAF i motorització fins a 360 CV.

## Vehicles militars

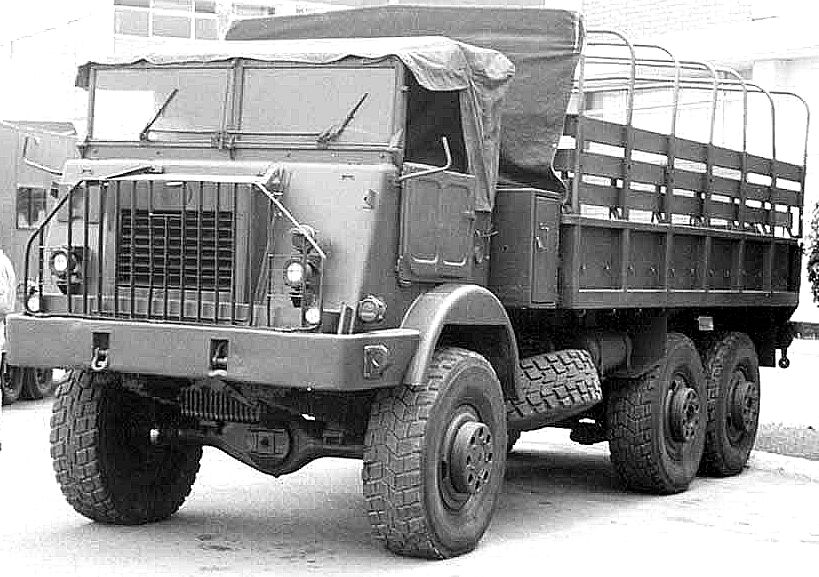
Camió militar 3050

- 3046, camió militar tot terreny 4x4, de 170 CV. Podia transportar 5 Tm per carretera, o 3 Tm en tot terreny. Arrossegava fins a 4,5 Tm i la seva autonomia era de 1.000 km.
- 3055, camió tot terreny 6x6, equipat amb motor de 200 o 220 CV. Podia transportar 10 Tm en carretera o 6 Tm en tot terreny, i la capacitat de remolc 7.500 kg en tot terreny, o 14,5 Tm en carretera.
- VAP, vehicle amfibi 4x4 amb gran capacitat de navegació, amb motor de 170 CV. Adequat per a transport, establir cap de platja, o auxiliar en maniobres navals. Capaç d'arribar als 90 km/h en carretera, amb una autonomia de 800 km. Podia superar pendents longitudinals del 60%, i laterals del 30%. La velocitat naval era 5,5 nusos.
- BLR, vehicle Blindat Lleuger amb Rodes, 4x4 transportable per avió, motor de 170 CV, que permetien arribar a 110 km/h en carretera, amb una autonomia de 800 km. La capacitat de càrrega era de 15 homes, inclòs el conductor, els pneumàtics eren a prova de bales. La capacitat de superar pendents era 60% longitudinals, i 30% laterals.
- BMR, vehicle Blindat Mig amb Rodes, 6x6, amfibi i transportable per avió, suspensió independent per a cada roda, servodirecció als eixos anterior i posterior. Tots els grups mecànics estaven protegits pel casc de blindatge, motor de 306 CV. Permetia ultrapassar els 100 km/h i superar pendents com els anteriors.

## Carrossers principals
Com a política habitual, els Pegaso es venien, en el cas dels camions, només la cabina i el xassís i en el cas dels autocars, el bastidor amb els grups mecànics. Després, calia carrossar el conjunt. En aquest apartat es resumeixen divulgar les empreses que més varen treballar en aquesta tasca:
- Ayats, carrosser d'autocars de gran luxe.
- Setra-Seida, carrosser especialitzat en carrosseries autoportants i autocars molt ràpids.
- Castrosua, especialitzat en autocars i autobusos.
- Irizar, autocars de gran turisme.
- Fruehauf, semiremolcs per a camions.
- Marzasa, carrosseries militars.
- Ugarte, carrosseries d'autocar.
- Unibus y Servicios, carrosseries especials.
- Leciñena, semiremolcs per a camions.

N'hi hagué moltes més, sobretot les que només subministraven caixes per a transport i els carrossers dels esportius Z-102 i 103. Entre aquests darrers, cal destacar Saoutchik i el català Pere Serra.

## Repercussions exteriors
Al llarg de la seva història, Pegaso va rebre diversos premis en exposicions celebrades arreu del món i exportà material a diversos països, sobretot a Sud-amèrica on establí sucursals per a fabricar vehicles a Cuba (Guanahay) i Veneçuela (Desiauto).
Les exportacions començaren el 1961, primer a Colòmbia i després a Egipte, Veneçuela, el Congo, Portugal, Perú, Cuba, Costa Rica, Guinea Equatorial, Sudan, Polònia i altres països. També cal destacar la xarxa de concessionaris per tot Europa per a poder assistir els camions TIR.

## Fons documental
El CRAI Biblioteca del Pavelló de la República conserva la col·lecció Pegaso: Memòria Obrera, que també es pot consultar en línia a la Memòria Digital de Catalunya. L'inventari del Fons Memòria obrera de la fàbrica ENASA (PEGASO) es pot consultar al Dipòsit Digital de la Universitat de Barcelona.